# پرویز جلایر
پرویز جلایر (زادهٔ ۴ آبان ۱۳۱۸ – درگذشتهٔ ۱۵ تیر ۱۳۹۸) وزنه‌بردار اهل ایران بود.
وی در بازی‌های المپیک تابستانی ۱۹۶۸ مکزیکوسیتی موفق به کسب مدال نقره المپیک شد. او همچنین در سال ۱۹۶۷ در تهران، رکورد جهان را در دو ضرب (۱۶۹ کیلوگرم)، از خود به جای گذاشت.